# سراب زارم
سرابِ زارِم روستایی است در شهرستان بروجرد در استان لرستان. این روستا در دهستان همت اباد در بخش مرکزی این شهرستان قرار دارد.

## جمعیت
بنابر سرشماری مرکز آمار ایران، جمعیت این روستا در سال ۱۳۹۵، برابر با۶۹۸ نفر بوده‌است که از این میان ۳۹۰ نفر مرد و بقیه زن بوده‌اند. سراب زارم ۲۰۹ خانوار جمعیت دارد.